# Helene Wellm
Anna Helene Syneva Wellm (født 29. april 1995) er en dansk kunstskøjteløber og atlet. Hun er medlem af Skøjteklub København – det tidligere Gladsaxe Kunstskøjteløber Forening. I atletik stiller hun op for Sparta Atletik.
Helene Wellm begyndte sin idrætskarriere som kunstskøjteløber og blev nummer fire ved DM og guldvinder ved de sjællandske ungdomsmesterskaber 2008. Hun vandt kun 14 år gammel det danske holdmeterskab i atletik (Danmarksturneringen) 2009. Året efter vandt hun to individuelle bronzemedaljer ved de danske mesterskaber i atletik; 400 meter på 60,34 og 400 meter hæk på 65,26.
Helene Wellm trænes af Michael Jørgensen tidligere af Kim Birk.
Helene Wellm går på Niels Steensens Gymnasiums grundskole.